# ناهونتا
ناهونتا (بالإنجليزية: Nahunta, Georgia)‏ هي مدينة تقع في مقاطعة برانتلي، جورجيا بولاية جورجيا في الولايات المتحدة. تبلغ مساحة هذه المدينة 7.34 (كم²)، وترتفع عن سطح البحر 20 م، بلغ عدد سكانها 1053 نسمة في عام 2010 حسب إحصاء مكتب تعداد الولايات المتحدة.

## وصلات خارجية
- Cities & Counties - Georgia.gov